# Король Кака (музикант)
Кеннеді Омбіма (нар. 7 травня 1987 р.)  більш відомий своїми сценічними іменами Король Кака та Кролик — кенійський репер. Кака познайомився з Жормою Такконе, членом гурту Одинокий острів в лютому 2011 року, коли Такконе відвідав Найробі, Кенія, в рамках своєї поїздки до журналу ""Закрути глобус". Sungura співпрацював з Taccone, щоб створити реп-відео, яке набрало понад 1,2 мільйона переглядів.  Пізніше Такконе написав статтю для журналу AFAR, в якому зафіксував досвід роботи з Сунгурою.  У 2012 році Сунгура запустив власну лінію одягу, яка отримала назву Niko Kwa Jam Nakam. 
Пді час виходу його 17-трекового альбому " Tales of Kaka Sungura", Kaka заявив, що він орієнтований виключно на просування альбому, а також на зйомку кількох відео. "Я не можу зробити ще один альбом до кінця наступного року. Я віддаю все, коли складаю альбом, тому я не спішу в інший альбомний проект. "  У листопаді 2012 року він випустив музичне відео на свою пісню "Адісія". 
Крім успішної музичної кар’єри, Кака також є бізнесменом, і на початку вересня 2015 року він запустив свою компанію з очищеною водою, відому як Majik Water Kaka Empire  використовуючи свою музичну марку як офіційну назву продукту. 
Він був одружений з Наною, з якою має двох дітей. 